# Stefania Toczyska
Stefania Toczyska z domu Krzywińska (ur. 19 lutego 1943 w Grudziądzu) – polska śpiewaczka (mezzosopran).

## Życiorys
W rodzinnym Grudziądzu uczęszczała do szkoły podstawowej oraz do Liceum Pedagogicznego. Następnie uczyła się w Szkole Muzycznej II stopnia w Toruniu. Poślubiła Romualda Toczyskiego, nauczyciela teorii muzyki. W 1968 roku przeniosła się do Gdańska w celu dalszego kształcenia w Państwowej Wyższej Szkole Muzycznej (dzisiejsza Akademia Muzyczna im. Stanisława Moniuszki w Gdańsku), którą ukończyła z wyróżnieniem w 1973 roku w klasie śpiewu solowego prof. Barbary Iglikowskiej.
Już przed ukończeniem studiów zaczęła zdobywać uznanie, otrzymując nagrody na międzynarodowych konkursach wokalnych: w Tuluzie (1971), Bazylei (1972), Paryżu (1973) i ’s-Hertogenbosch (1973).
Na scenie operowej zadebiutowała profesjonalnie w lutym 1973 roku w Państwowej Operze Bałtyckiej w Gdańsku w roli tytułowej w Carmen. Opera Bałtycka w Gdańsku, gdzie otrzymała stałą posadę solistki, stała się centrum jej działalności artystycznej, jednocześnie stanowiąc odskocznię dla rozwijania dalszej kariery w gościnnych występach w różnych teatrach operowych w kraju i na świecie.
Jej kariera i rozgłos nabrały rozmachu, zwłaszcza gdy Opera Bałtycka, specjalnie dla niej, wystawiła nigdy przedtem tam niewystawiane dzieła operowe takie jak Samson i Dalila Camille’a Saint-Saënsa (1975) oraz Faworyta Donizettiego (1978). Te przedstawienia zostały także zaprezentowane na gościnnych występach Opery Bałtyckiej (z udziałem Toczyskiej) w Warszawie (Samson i Dalila w 1976) oraz w Bremie (Faworyta w 1979).
Gdy kariera jej umocniła się, a śpiewaczka zyskała sławę, tak w kraju, jak i zagranicą, opuściła ona Operę Bałtycką, dając pożegnalne przedstawienie Samsona i Dalili 15 lipca 1979. Wkrótce potem wyjechała z Gdańska i osiadła na stałe w Wiedniu, który stał się centrum jej dalszej kariery. Tamże występowała często na scenie słynnej Wiedeńskiej Opery Państwowej (Wiener Staatsoper). Nie znaczy to, że zerwała z krajem urodzenia wszelkie więzy: tam także chętnie powracała w licznych gościnnych występach, zwłaszcza na scenie warszawskiej. Przez wiele lat występowała na Festiwalach Moniuszkowskich w Kudowie-Zdroju.
W 1979 roku debiutowała w Ameryce w San Francisco Opera, jako Laura w Giocondzie (także z udziałem Renaty Scotto i Luciano Pavarottiego). Jej debiut w Covent Garden w Londynie odbył się w 1983 (w roli Amneris w Aidzie).
W 1988 roku zadebiutowała w Metropolitan Opera, jako Marfa w Chowańszczyźnie Musorgskiego, później tamże kreowała role w Aidzie, Trubadurze, Borysie Godunowie, Balu maskowym, Adrianie Lecouvreur i Rusałce. Po raz ostatni na deskach Metropolitan Opera wystąpiła w 1997 roku (jako Ulryka w Balu maskowym Verdiego).
Matka Katarzyny i Marii.

## Odznaczenia, nagrody i wyróżnienia
- Srebrny Krzyż Zasługi
- Nagroda Wojewody Gdańskiego w dziedzinie kultury i nauki za wybitne osiągnięcia artystyczne (1974)[6]
- Nagroda za rok 1978 w plebiscycie gdańskim za najlepszą kreację aktorską w spektaklu Faworyta (1979)
- Dyplom MSZ za wybitne zasługi w propoagowaniu i upowszechnianiu kultury polskiej za granicą (1985)
- „Liber Augustin” (1994)
- tytuł Radiowej Osobowości Roku przyznany przez Radio Gdańsk (2001)
- Medal Prezydenta Bydgoszczy (2009)[7]
- Złoty Medal „Zasłużony Kulturze Gloria Artis” (2012)[8]
- tytuł doktora honoris causa Akademii Muzycznej w Gdańsku (2014)[9]
- Nagroda „Grudziądzki Flisak” przyznana przez Prezydenta Grudziądza (2023)[1]
- tytuł doktora honoris causa Akademii Muzycznej im. Feliksa Nowowiejskiego w Bydgoszczy (2023)[9]

Źródło: .